# Christine Ohuruogu
Christine Ijeoma Ohuruogu (Londres; 17 de mayo de 1984) es una atleta británica de origen nigeriano especialista en los 400 metros lisos, prueba en la que se proclamó campeona olímpica en 2008, y campeona mundial en 2007 y 2013.

## Trayectoria
En 2003 fue tercera en el Campeonato Europeo Junior, y en 2005 ganó la medalla de plata en el Campeonato Europeo Sub-23.
En el Campeonato Mundial de 2005 de Helsinki, consiguió la medalla de bronce en el relevo de 4 × 400 m, junto a Lee McConnell, Donna Fraser y Nicola Sanders.
En 2006 ganó la medalla de oro en los Juegos de la Mancomunidad al derrotar a la gran favorita, la campeona olímpica y mundial Tonique Williams.

### Sanción de un año
Ohuruogu recibió una sanción de un año al no presentarse a tres controles antidopaje fuera de competición. La Asociación Olímpica Británica le impuso una prohibición de por vida para competir en los juegos olímpicos con Gran Bretaña, pero ganó el recurso interpuesto ante este comité. La sanción expiró justo antes del comienzo del mundial que se iba a celebrar en Osaka.

### Título mundial y olímpico
A los pocos días de terminar su sanción, ganó la medalla de oro en el Campeonato Mundial de 2007 con un tiempo de 49,61 segundos, quedando por delante de su compatriota Nicola Sanders. Ohuruogu también formó parte del equipo de relevos británico que ganó la medalla de bronce en el 4 × 400 metros.
En los Juegos Olímpicos de Pekín 2008 se proclamó campeona olímpica con un tiempo de 49,62 s, derrotando a Shericka Williams y a la gran favorita, la estadounidense Sanya Richards.
Participó en el Campeonato Mundial de 2011, pero fue descalificada por una salida en falso en su serie de 400 metros.
Ohuruogu ganó la medalla de plata en los Juegos Olímpicos de Londres 2012. Se presentó en el estadio, situado a pocos minutos de la casa en donde se crio, para intentar revalidar el título que consiguió de forma sorpresiva cuatro años atrás, pero fue superada por Sanya Richards.

### Segundo título mundial
En 2013 ganó la medalla de oro en el Mundial de Moscú superando a Amantle Montsho en un final muy ajustado que se tuvo de decidir en la foto finish, saliendo vencedora Ohuruogu por tan solo cuatro milésimas. Ganó con un tiempo de 49,41 segundos, batiendo el récord británico que estaba en posesión de Kathy Cook desde 1984, y se convirtió en la primera mujer británica en ganar dos títulos mundiales. Unos días más tarde, ganó la medalla de bronce con el relevo de 4 × 400 metros.

## Palmarés
| Año  | Competición                          | Lugar      | Puesto | Prueba         | Marca   |
| ---- | ------------------------------------ | ---------- | ------ | -------------- | ------- |
| 2003 | Campeonato Europeo Junior            | Tampere    | Bronce | 400 metros     | 54,21   |
| 2003 | Campeonato Europeo Junior            | Tampere    | Bronce | 4 × 400 metros | 3:38,96 |
| 2004 | Juegos Olímpicos                     | Atenas     | 4.ª    | 4 × 400 metros | 3:25,12 |
| 2005 | Campeonato Europeo Sub-23            | Erfurt     | Plata  | 400 metros     | 50,73   |
| 2005 | Campeonato Europeo Sub-23            | Erfurt     | Plata  | 4 × 400 metros | 3:31,64 |
| 2005 | Campeonato Mundial                   | Helsinki   | Bronce | 4 × 400 metros | 3:24,44 |
| 2006 | Juegos de la Mancomunidad            | Melbourne  | Oro    | 400 metros     | 50,28   |
| 2007 | Campeonato Mundial                   | Osaka      | Oro    | 400 metros     | 49,61   |
| 2007 | Campeonato Mundial                   | Osaka      | Bronce | 4 × 400 metros | 3:20,04 |
| 2007 | IAAF World Athletics Final           | Stuttgart  | Bronce | 400 metros     | 50,20   |
| 2008 | Juegos Olímpicos                     | Pekín      | Oro    | 400 metros     | 49,62   |
| 2008 | Juegos Olímpicos                     | Pekín      | 5.ª    | 4 × 400 metros | 3:22,68 |
| 2012 | Juegos Olímpicos                     | Londres    | Plata  | 400 metros     | 49,70   |
| 2012 | Campeonato Mundial en Pista Cubierta | Estambul   | Oro    | 4 × 400 metros | 3:28,76 |
| 2013 | Campeonato Europeo en Pista Cubierta | Gotemburgo | Oro    | 4 × 400 metros | 3:27,56 |
| 2013 | Campeonato Mundial                   | Moscú      | Oro    | 400 metros     | 49,41   |
| 2013 | Campeonato Mundial                   | Moscú      | Bronce | 4 × 400 metros | 3:22,61 |